# Fann Street
Fann Street est une rue de Londres.

## Situation et accès

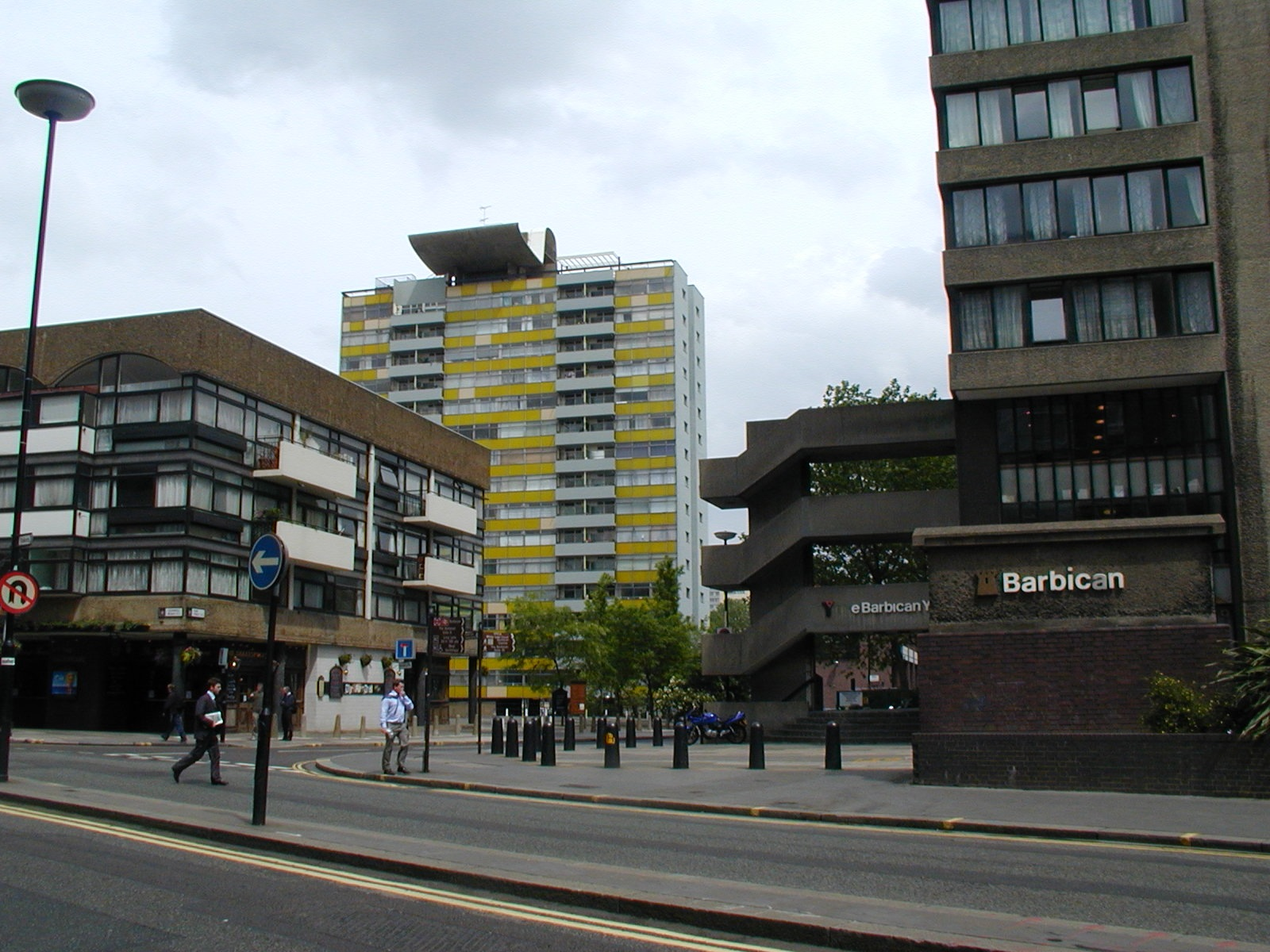
Vue de Aldersgate Street, en regardant vers le bas de Fann Street.

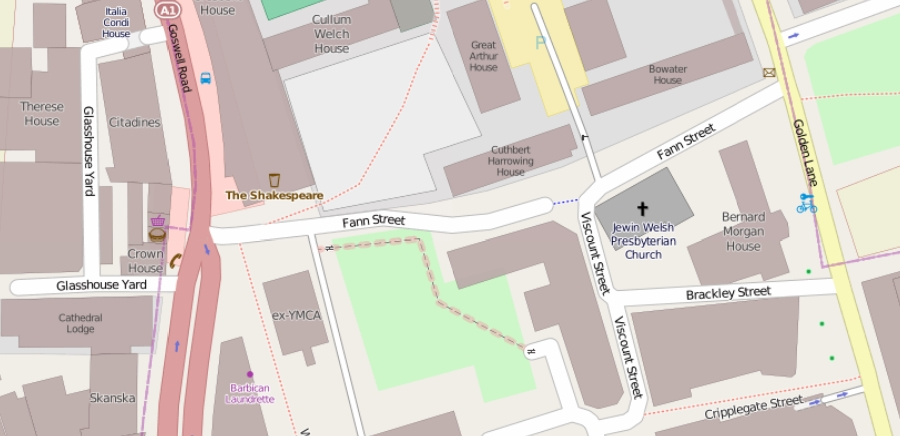
Les alentours de Fann Street.

Cette voie s'étend d'ouest en est, depuis sa jonction avec Aldersgate Street et Goswell Road à l'ouest, jusqu'à la jonction avec Golden Lane à l'est.
La station de métro la plus proche est Barbican, desservie par les lignes  Circle  Hammersmith & City  Metropolitan.

## Origine du nom
La rue doit probablement son nom à un propriétaire terrien ou à un commerçant du lieu. 